# Splashtop
SplashTop (полное название SplashTop GNU/Linux) — это дистрибутив Linux, который предустанавливается в BIOS на некоторые материнские платы (например, ASUS P5E3 Deluxe, P5Q). Основное назначение — предоставление удаленного доступа и/или аварийная загрузка с доступом в сеть/интернет.
Содержит различное свободное (Mozilla Firefox, Pidgin) и собственническое (Skype, Adobe Flash Player) программное обеспечение, что позволяет использовать различные службы сети Интернет. На данный момент идет активная разработка SDK для Splashtop.
Компания Asus переделала одну из версий SplashTop'а для нетбуков и назвала свой проект Express Gate. Также на ноутбуках ASUS N-series стоит "Music Now!" — более новая версия EG, содержащая в себе музыкальный плеер и веб-браузер (Google Chrome).